# Techspace Aero
Бельгийская компания Techspace Aero (Safran) разрабатывает и производит модули, оборудование и испытательные ячейки для аэрокосмических двигателей. Благодаря высокотехнологичной продукции компания оснащает пусковую установку Ariane 5 и большинство коммерческих авиационных двигателей во всех диапазонах тяги: от крупнейших двигателей для дальнемагистральных самолетов до средних и малых двигателей, используемых в региональной авиации, а в последнее время в Деловой авиации. Основанная в Льеже, Techspace Aero насчитывает около 1400 сотрудников. Всемирно известный эксперт в области проектирования, разработки и производства компрессоров низкого давления и опор передних подшипников для турбореакторов. Компрессоры низкого давления от Techspace Aero можно найти на большинстве коммерческих авиационных двигателей во всех диапазонах тяги: от крупнейших двигателей для дальнемагистральных самолетов (A340, B777, B777X, A380, B787, B747-8) до среднего (A320 , B737 и будущее C919) и малые двигатели, используемые в региональной авиации (Embraer 190), а в последнее время в деловой авиации (Cessna Longitude, Facon 5X и Bombardier Global 7000-8000).